# Miasta Mauritiusa
Według danych oficjalnych pochodzących z 2011 roku Mauritius posiadał ponad 40 miast o ludności przekraczającej 4 tys. mieszkańców. Stolica kraju Port Louis razem z miastami Vacoas-Phoenix i Beau Bassin liczyli ponad 100 tys. mieszkańców; 2 miasta z ludnością 50÷100 tys. oraz reszta miast poniżej 25 tys. mieszkańców.

## Największe miasta na Mauritiusie
Największe miasta na Mauritiusie według liczebności mieszkańców (stan na 03.07.2011):
| L.p. | Miasto         | Dystrykt        | Liczba ludności |
| ---- | -------------- | --------------- | --------------- |
| 1.   | Port Louis     | Port Louis      | 137 608         |
| 2.   | Vacoas-Phoenix | Plaines Wilhems | 105 559         |
| 3.   | Beau Bassin    | Plaines Wilhems | 103 098         |
| 4.   | Curepipe       | Plaines Wilhems | 77 471          |
| 5.   | Quatre Bornes  | Plaines Wilhems | 75 613          |

## Alfabetyczna lista miast na Mauritiusie
- Baie du Tombeau
- Bambous
- Beau Bassin
- Bel Air
- Brisée Verdière
- Centre de Flacq
- Chemin Grenier
- Curepipe
- Goodlands
- Grand Baie
- Grand Bois
- Grand Gaube
- Lalmatie
- Le Hochet
- L'Escalier
- Long Mountain
- Mahébourg
- Moka
- Montagne Blanche
- New Grove
- Pailles
- Pamplemousses
- Petit Raffray
- Plaine des Papayes
- Plaine Magnien
- Pointe aux Piments
- Port Louis
- Port Mathurin
- Poste de Flacq
- Poudre d’Or
- Quatre Bornes
- Richelieu
- Rivière des Anguilles
- Rivière du Rempart
- Rose Belle
- Souillac
- Saint-Pierre
- Surinam
- Tamarin
- Terre Rouge
- Triolet
- Trois Boutiques
- Vacoas-Phoenix